# The Code (Fear the Walking Dead)
«El Código» —título original en inglés: «The Code»— es el decimoprimer episodio cuarta temporada de la serie de televisión posapocalíptica, horror Fear the Walking Dead. Se estrenó el 26 de agosto de 2018. Estuvo dirigido por Tara Nicole Weyr y en el guion estuvieron a cargo de Andrew Chambliss y Alex Delyle.

## Trama
Morgan se refugia de la tormenta en el interior de un camión y saca los suministros de una caja con la etiqueta "Toma lo que necesitas. Deja lo que no". Después de quedarse dormido dentro del camión, se despierta y descubre que está en una gasolinera en Misisipi. Dentro de la estación de servicio, Morgan escucha la voz de una mujer en el transmisor de radio que le dice que lleve los suministros que necesite. Luego, un hombre en silla de ruedas llamado Wendell se acerca a Morgan con una escopeta y su hermana adoptiva Sarah. Wendell y Sarah explican que son ellos los que dejan los suministros para otros supervivientes. Morgan comienza a conducir de regreso a Texas para buscar a sus amigos, pero decide darse la vuelta. En su camino de regreso, Morgan salva a un hombre, Jim, que está siendo atacado por los infectados. Jim le dice a Morgan que fue secuestrado. Morgan y Jim se encuentran con Wendell y Sarah, y Jim reconoce a Sarah como su secuestradora. Morgan y Jim son luego cautivos por ellos. Wendell y Sarah quieren la ubicación de la comunidad de Morgan en Virginia. Jim hace un trato con Wendell y Sarah y dejan a Morgan, que está atrapado por una manada de infectados. Después de escapar, Morgan se reincorpora al grupo en su camioneta y aceptan salvar a los amigos de Morgan en Texas a cambio de la ubicación de su comunidad en Virginia. La misteriosa mujer escucha el mensaje de Morgan en la radio y le dice a un infectado empalado en la pared que se van a Texas.

## Recepción
"The Code" recibió en su mayoría positivos de los críticos. En Rotten Tomatoes, "The Code" obtuvo una calificación del 86 % con un puntaje promedio de 7.17/10 según 7 reseñas.

### Calificaciones
El episodio fue visto por 1,83 millones de espectadores en los Estados Unidos en su fecha de emisión original, ligeramente por debajo de las calificaciones del episodio anterior de 1,86 millones de espectadores.